# Asticta viciae
Asticta viciae là một loài bướm đêm trong họ Erebidae.